# Open d'Anvers de snooker 2011
L'Open d'Anvers 2011 est un tournoi de snooker classé mineur, qui s'est déroulé du 10 au 13 novembre 2011 à la Lotto Arena d'Anvers en Belgique. Il est sponsorisé par la société de vente de queues de billard Belge Acuerate.

## Déroulement
Il s'agit de la neuvième épreuve du championnat européen des joueurs, une série de tournois disputés en Angleterre (7 épreuves) et en Europe (5 épreuves), lors desquels les joueurs doivent accumuler des points afin de se qualifier pour la grande finale à Galway.
L'événement compte un total de 252 participants, dont 128 ont atteint le tableau final. Le vainqueur remporte une prime de 10 000 €.
Le tournoi est remporté par Judd Trump qui défait Ronnie O'Sullivan lors d'une finale de gala, au bout d'une manche décisive. O'Sullivan a réalisé deux centuries lors de la finale, mais la manche décisive a basculé en faveur de Trump, qui a notamment empoché la bille de match grâce à un coup de chance (fluke). Le prodige national Luca Brecel a été éliminé au 3e tour.

## Dotation
La répartition des prix est la suivante :
- Vainqueur : 10 000 €
- Finaliste : 5 000 €
- Demi-finaliste : 2 500 €
- Quart de finaliste : 1 500 €
- 8èmes de finale : 1 000 €
- 16èmes de finale : 600 €
- Deuxième tour : 200 €
- Dotation totale : 50 000 €

## Phases finales
|  | Quarts de finale au meilleur des 7 manches | Quarts de finale au meilleur des 7 manches | Quarts de finale au meilleur des 7 manches |            |                   | Demi-finales au meilleur des 7 manches | Demi-finales au meilleur des 7 manches | Demi-finales au meilleur des 7 manches |  |  | Finale au meilleur des 7 manches | Finale au meilleur des 7 manches | Finale au meilleur des 7 manches |
|  |                                            |                                            |                                            |            |                   |                                        |                                        |                                        |  |  |                                  |                                  |                                  |
|  |                                            | Ronnie O'Sullivan                          | 4                                          |            |                   |                                        |                                        |                                        |  |  |                                  |                                  |                                  |
|  |                                            | Neil Robertson                             | 1                                          |            |                   |                                        |                                        |                                        |  |  |                                  |                                  |                                  |
|  |                                            | Neil Robertson                             | 1                                          |            | Ronnie O'Sullivan | 4                                      |                                        |                                        |  |  |                                  |                                  |                                  |
|  |                                            |                                            |                                            |            | Ronnie O'Sullivan | 4                                      |                                        |                                        |  |  |                                  |                                  |                                  |
|  |                                            |                                            | Graeme Dott                                | 1          |                   |                                        |                                        |                                        |  |  |                                  |                                  |                                  |
|  |                                            | Jack Lisowski                              | Graeme Dott                                | 1          | 2                 |                                        |                                        |                                        |  |  |                                  |                                  |                                  |
|  |                                            | Jack Lisowski                              |                                            |            | 2                 |                                        |                                        |                                        |  |  |                                  |                                  |                                  |
|  |                                            | Graeme Dott                                | 4                                          |            |                   |                                        |                                        |                                        |  |  |                                  |                                  |                                  |
|  |                                            |                                            |                                            |            |                   |                                        |                                        |                                        |  |  |                                  | Ronnie O'Sullivan                | 3                                |
|  |                                            |                                            |                                            | Judd Trump | 4                 |                                        |                                        |                                        |  |  |                                  |                                  |                                  |
|  |                                            | Judd Trump                                 | 4                                          |            |                   |                                        |                                        |                                        |  |  |                                  |                                  |                                  |
|  |                                            | John Higgins                               | 2                                          |            |                   |                                        |                                        |                                        |  |  |                                  |                                  |                                  |
|  |                                            | John Higgins                               | 2                                          |            | Judd Trump        | 4                                      |                                        |                                        |  |  |                                  |                                  |                                  |
|  |                                            |                                            |                                            |            | Judd Trump        | 4                                      |                                        |                                        |  |  |                                  |                                  |                                  |
|  |                                            |                                            | Martin Gould                               | 1          |                   |                                        |                                        |                                        |  |  |                                  |                                  |                                  |
|  |                                            | Aditya Mehta                               | Martin Gould                               | 1          | 1                 |                                        |                                        |                                        |  |  |                                  |                                  |                                  |
|  |                                            | Aditya Mehta                               |                                            |            | 1                 |                                        |                                        |                                        |  |  |                                  |                                  |                                  |
|  |                                            | Martin Gould                               | 4                                          |            |                   |                                        |                                        |                                        |  |  |                                  |                                  |                                  |

## Finale
| Finale au meilleur des 7 manches Arbitre : Kristof Azijn |                          |                       |
| Ronnie O'Sullivan Angleterre                             | 3 - 4 ( - )              | Judd Trump Angleterre |
| 2 132                                                    | Centuries Meilleur break | 0 69                  |
| Judd Trump remporte l'Open d'Anvers 2011                 |                          |                       |